# Emma Samuelsson
Emma Samuelsson (n. 17 octombrie 1988, Comuna Kungsbacka, Suedia) este o scrimeră suedeză specializată pe spadă, laureată cu argint la Campionatul Mondial de Scrimă din 2015 și la Campionatul European de Scrimă din 2007.

## Carieră
Sub îndrumarea antrenorului ucrainean Serhii Paramonov, Emma Samuelsson a câștigat o medalie de bronz la Campionatul Mondial pentru juniori din 2006 de la Taebaek, apoi medalia de aur la ediția din 2007 de la Belek. În același an a participat pentru prima dată la Campionatul European. A ajuns în finală după ce a trecut de rusoaica Tatiana Logunova și de estonianca Irina Embrich, dar a fost învinsă de franțuzoaica Laura Flessel-Colovic și s-a mulțumit cu argintul. Pentru acest rezultat a primit o bursă de jurnalul suedez Svenska Dagbladet, care i-a permis să se antreneze profesional.
A primit un wildcard la Jocurile Olimpice de vară din 2008, dar a pierdut în sferturile de finală cu nemțoaica Britta Heidemann, care a câștigat medalia de aur în cele din urmă. În sezonul 2009-2010 a fost laureată pentru prima dată la o etapă de Cupa Mondială, câștigând argintul la Barcelona, apoi din nou argintul la Luxembourg. A încheiat sezonul pe locul 25 în clasamentul mondial FIE.
În sezonul 2011-2012 a câștigat etapa de Cupa Mondială de la Saint-Maur, după ce a trecut în finală de chinezoaica Sun Yujie. A încercat să se califice la Jocurile Olimpice din 2010, dar a fost învinsă de franțuzoaica Laura Flessel în semifinale la turneul de calificare de la Bratislava.
În sezonul 2014-2015 nu a putut să ajungă pe tabloul principal la turneul „Ciutat de Barcelona”, dar a condus echipa Suediei la prima victorie din istoria la o etapă de Cupa Mondială. Au trecut succesiv de Australia, Ungaria, Elveția și România, apoi au întâlnit delegația Italiei în finală. Emma Samuelsson a inversat un avantaj de patru tușe pentru Italia și a învins-o pe campioana mondială în exercițiu, Rossella Fiamingo, terminând meciul cu scorul 45-33 pentru Suedia. La Campionatul Mondial din 2015 de la Moscova a ajuns în finală, unde a fost învinsă de Rossella Fiamingo și s-a mulțumit cu argint.
În sezonul 2015-2016 a urcat pe podium în mai multe turneele satelite și a cucerit o medalie de bronz la Cupa Mondială de la Buenos Aires.

## Palmares
Clasamentul la Cupa Mondială
| An  | 2003 | 2004 | 2005 | 2006 | 2007 | 2008 | 2009 | 2010 | 2011 | 2012 | 2013 | 2014 | 2015 | 2016 |
| --- | ---- | ---- | ---- | ---- | ---- | ---- | ---- | ---- | ---- | ---- | ---- | ---- | ---- | ---- |
| Loc | 192  | 203  | _    | 118  | 43   | 33   | 24   | 21   | 38   | 29   | 27   | 48   | 18   | 48   |

## Legături externe
- Prezentare Arhivat în 23 mai 2012, la Wayback Machine. la Comitetul Olimpic Suedez
- Prezentare Arhivat în 11 august 2014, la Archive.is la Confederația Europeană de Scrimă